# Clémence de Châteaudun
 (juin 2021).
Si vous disposez d'ouvrages ou d'articles de référence ou si vous connaissez des sites web de qualité traitant du thème abordé ici, merci de compléter l'article en donnant les références utiles à sa vérifiabilité et en les liant à la section « Notes et références ».
Fille de Geoffroy VI, vicomte de Châteaudun, seigneur de Mondoubleau et Saint-Calais, et de Clémence des Roches, Clémence lui succéda dans ses fiefs. Elle était mineure à la mort de son père et fut placée sous la tutelle de sa mère. Elle a une sœur, Jeanne de Châteaudun, comtesse de Montfort.

## Histoire
Elle épouse en 1253 Robert Ier de Dreux (v. 1217-1281), seigneur de Longueville, tige de la branche cadette des "seigneurs de Beu", qui s'éteindra à la fin du XVIe siècle. Ils ont deux enfants :
- Alix de Beu, vicomtesse de Châteaudun, dame de Mondoubleau et Saint-Calais, vivante en 1296, épouse avant 1275 Raoul II de Clermont, seigneur de Nesle (cf. Maison de Clermont-Nesle), futur connétable de France. Raoul meurt le 11 juillet 1302 à la bataille de Courtrai, aux côtés de Robert II d'Artois et de Jacques de Châtillon, qui préfèrent mourir plutôt que de se rendre aux milices flamandes. Leur fille Alix et leur gendre Guillaume Ier de Termonde (1302-1311) leur succèdent ;

- Clémence de Beu (v. 1257, après 1300), qui épouse en premières noces Gauthier de Nemours (+ 1288), seigneur d'Achères, puis en secondes noces, vers 1260, Jean des Barres, seigneur de Champrond.

Après la mort de Clémence de Châteaudun, en 1259, Robert Ier de Beu épouse en 1263 Isabelle de Villebéon (descendante, par la plupart de ses ancêtres, des premiers rois de France), dame de Bagneux, la Fosse, et de la Chapelle-Gautier-en-Brie, fille d'Adam II de Villebéon et veuve de Mathieu de Montmirail.
Clémence de Châteaudun et Robert Ier de Dreux furent inhumés en la nécropole familiale de l'église abbatiale Saint-Yved de Braine.

## Blason de Robert de Dreux
Echiqueté d'or et d'azur à la bordure engrelée de gueules (cf. Armorial des Capétiens)